# 構成可能集合
ゲーデルの構成可能集合（こうせいかのうしゅうごう、 constructible universe または Gödel's constructible universe）とは、クルト・ゲーデルによって導入された、集合論の公理を満たすモデル上で空集合から帰納的に構成していける集合のことである。より正確な定義は後に述べる。
ゲーデルは、構成可能集合からなるクラス（通常 L と記される）が ZFC、すなわち ZF に選択公理を加えたものの ZF での内部モデルになることを示した。彼はさらに、L が一般連続体仮説を満たすことも示した。これによって、ZF が無矛盾ならば ZFC に一般連続体仮説を加えたものも無矛盾であることが証明された。
L はそれ以外にもたくさんの興味深い性質を持っていることがわかっている。

## 定義
すべての順序数 α に対して、集合 Lα を次のように再帰的に定義する：
1. {\displaystyle L_{0}=\varnothing }、
2. {\displaystyle \alpha \,} が極限順序数のとき、 {\displaystyle L_{\alpha }=\bigcup \{L_{\beta }\mid \beta <\alpha \}} 、
3. {\displaystyle L_{\alpha +1}\,} は、{\displaystyle L_{\alpha }\,} 上で集合論の言語による一階の論理式と有限個のパラメータによって定義可能な集合全体の集合とする。

ある順序数 α に対して x ∈ Lα であるような集合 x を構成可能集合と呼ぶ。構成可能集合全体のクラス L を構成可能宇宙と呼ぶ。

## L-階数
構成可能集合 x に対して、x ∈ Lα + 1 をみたす最小の順序数 α を x の L-階数（L-rank）といい、これを ρ(x) で表す。

## 性質
- L は全ての順序数を含む最小の ZFC のモデルである。
- 全ての正則基数 κ に対して κ 上のダイヤモンド原理 {\displaystyle \diamondsuit _{\kappa }} が成り立つ。
- ススリン木が存在する。